# Paul Belenzer von Rusdorf
Paul Belenzer von Rusdorf más alakban Bellitzer (Roisdorf, 1385 – malborki vár, 1441. január 9.) a Német Lovagrend 29. nagymestere.

## Élete
1410-ben részt vett a grünwaldi csatában, ahol foglyul ejtették, de később kiváltotta a lovagrend. 1422-ben Michael Küchmeister von Sternberg lemondását követően nagymesterré választották. Előzőleg tagja volt annak a delegációnak, ami a melnói békét aláírta Lengyelország-Litvániával.
Uralma alatt nem sokat változott a Német Lovagrend helyzete, és tovább folytatódott a rend hatalmának széthullása. 1431-ben szövetséget kötött az új litván nagyfejedelemmel, Švitrigailával, aki a lengyel király, II. (Jagelló) Ulászló, valamint az egykori fejedelem, Nagy Vytautas ellensége volt. A lengyeleknek ezúttal sem jelentett komolyabb gondot a német lovagok támadása, s mélyen betörtek a porosz területekre.
II. Ulászló szövetkezett Ondrej Prokop táborita vezérrel, akinek serege Szászországon és Brandenburgon át betört Kelet-Pomerániába és alaposan kifosztotta azt. Ez az újabb közvetlen támadás tovább gyengítette a lovagrendet. A rend egyre csak magas adóterheket rótt ki alattvalóira, ami a porosz városokat is a rend ellen fordította. 1440-ben, kevéssel halála előtt a városok összefogtak a porosz, pomerán és kasub kisebbségekkel, s megalakították a Porosz Szövetséget, ami a szomszédos országok támogatását kereste a lovagok ellen.